# Ytterstträsket (Norrfjärdens socken, Norrbotten)
Ytterstträsket är en sjö i Piteå kommun i Norrbotten och ingår i Alån-Rosåns kustområde.